# يوم ربيعي
يومٌ ربيعي أو سبرينغ داي (بالإنجليزية: Spring Day)‏؛ (هانغل: 봄날) (تُلفظ "بومنال") هي أغنية للفرقة الكورية الجنوبية بي تي أس أُصدرت في 2017 من ضمن ألبوم أنت لا تمشى وحيدا أبدا وهو ألبوم تجميعيّ لألبوم الاستوديو الثاني الأجنحة.  كُتبت الأغنية من قِبل بانغ شي هيوك (هيتمان بانغ)، آرإم، شوقا، أدورا، أرليسا روبرت، بيتر إبسن ومنتج الأغنية بيدوغ. أصدرت الأغنية للتحميل الرقمي والاستماع في 13 فبراير 2017 وأصبحت الأغنية الرئيسية للألبوم وبواسطة بيغ هيت إنترتينمنت، وأصدرت نسخة يابانية من الأغنية في 10 مايو 2017 بواسطة يونيفرسال اليابان كأغنية جانبية من ألبوم الأغاني المنفردة الياباني دم، عرق، دموع الذي تضمن نسخاً أخرى لأغانٍ لهم باللغة اليابانية. ومن ثمّ أصدر ريمكس للأغنية في ساوند كلاود في 4 يونيو 2018. يوم ربيعي أغنيةُ بالاد قوية من نوع الهيب هوب البديل والبوب روك وتُستخدم فيها آلات الروك، وتتمحور كلمات الأغنية حول ثيم الفُقدان، الشوق، الحزن، الأسى والمُضيّ قُدماً.
تلقّت الأغنية إشادة عالمية من النقّاد الموسيقيين، مشيدين بالإنتاج والكلمات وأداء بي تي اس الغنائي فيها. وحصدت الأغنية جوائز عدّة ومنها جائزة أغنية السنة في حفل جوائز ميلون 2017 وضمنت في قائمة بيلبورد لأفضل أغاني البوب الكوري في هذا العقد، مجلة رولينغ ستون سمّت «يوم ربيعي» بأنها واحدة من أعظم أغاني فرق الأولاد في التاريخ. كما كانت الأغنية نجاحاً تجارياً كبيراً في كوريا إذ أنها ترسمت في المركز الأول في مخطط غاون وقد باعت هناك أكثر من 2.5 مليون نسخة منذ إصدارها، ووصلت الأغنية للمركز الخامس عشر في مخطط ببلنغ تحت الهوت 100 الأغاني المنفردة.
كان العرض الأول للفيديو الموسيقي للأغنية في 12 فبراير 2017 وأخرجه يونغ سوك تشوي. الفيديو الموسيقي مستوحىً من كتاب السائرون بعيداً عن أوميلاس للكاتبة أورسولا لي غوين وفيلم محطم الثلج للمخرج بونج جون هو. ويدور الفيديو حول فكرة الموت، الحياة بعد الموت والنهايات. تلقّى الفيديو الموسيقي إشادة كبيرة من النقّاد لكَثرة الرمزيات فيه ونال جائزة أفضل فيديو موسيقي في حفل جوائز إمنيت 2017. بي تي اس روّجوا للأغنية من خلال أداءات حية متلفزة في عدة برامج موسيقية كورية مثل إم كاونت داون، ميوزيك بانك وإنكيغايو.

## الخلفية والإصدار
قام بي تي إس بإصدار ألبوم الاستديو الثاني الكوري بعنوان أجنحة في أكتوبر 2016 ونالَ المركز الأول في مخطط غاون للألبومات في كوريا وكان أفضل ألبوم مبيعاً في كوريا الجنوبية في 2016. بعدَ النجاح الذي لاقاه الألبوم، أعلنت بيغ هيت عن إصدار ألبوم تكميلي بعنوان «أنت لا تمشي لوحدك أبدا» وسيكون بمثابة إعادة إصدار للألبوم السابق. وتم تأكيد كون «يوم ربيعي» جزءاً من الألبوم بعدما شاركت الفرقة قائمة أغاني الألبوم، وأكد كونها الأغنية الرئيسية في 10 فبراير 2017.
آر إم هو من أنشأَ لحن الأغنية الأساسي وقد ألّفه بين نوفمبر وديسمبر 2016 عندما كان يمشي في حديقة سيت غانغ في جزيرة يوييدو، وقد استلهمها من الأوراق الجافة التي كانت تُطيّرها الرياح من على الأشجار. تولّى كتابة الأغنية بانغ شي هيوك (هيتمان بانغ)، آرإم، شوقا، أدورا، أرليسا روبرت، بيتر إبسن وبيدوغ الذي تولّى إنتاج الأغنية لوحده كاملةً. بي تي اس قاموا بتسجيل الأغنية في استديو بيغ هيت في سول في كوريا، وأشرف على هندسة الصوت بيدوغ، جون وو يونغ وبيتر إبسن وتولّى المكساج جيمس رينولدز في استديوهات شموزيك.[بحاجة لمصدر]
أصدر «يوم ربيعي» للتحميل الرقمي والاستماع في عدة مناطق في العالم بيوم الإثنين 13 فبراير 2017، وأصدر ريمكس «Brit Rock» للأغنية في ساوند كلاود في 4 يونيو 2018  الكُتّاب جميعهم هم نفسهم في ريمكس الأغنية إلّا أن بانغ شيهيوك تولّى الإنتاج. أُصدرت نسخة يابانية للأغنية رقمياً بواسطة يونيفرسال اليابان في 10 مايو 2017 كأغنية جانبية من ألبومهم الياباني الذي يتضمن نسخاً أخرى لأغانٍ لهم باللغة اليابانية، والذي أصدر كأسطوانة منفردة في اليابان. تولّى الكتابة في النسخة اليابانية دايسوكي كاواي،[بحاجة لمصدر] ضمنت النسخة اليابانية فيما بعد في ألبوم الاستديو الياباني الثالث لـ بي تي اس في 2018 بعنوان واجه نفسك.

## الموسيقى والكلمات
«يوم ربيعي» هي أغنية بالاد بوب روك وهيب هوب بديل متوسطة الإيقاع. وفيها سمات موسيقى الروك البريطانية والموسيقى الإلكترونية. لحنت الأغنية في مقياس إيقاع 4/4 وفي المفتاح الموسيقي مي منخفض كبير، بسرعة إيقاع 108 دقّة في الدقيقة. الأغنية مبنية على أسلوب (verse-chorus) وتتبع التسلسل التآلفي Eb–Gm–Cm/Cm7–Ab في المقاطع الأولى ومن ثم Eb-Gm-Ab-Abm في المقطع الرئيسي. تُستخدم في الأغنية آلات الروك وتتكون بشكل آساسي من الكيبوردات، السينثسيزر، القيثارة والبيس. قام جونقكوك بأداء الأصوات الخلفية للأغنية بجانب Arlissa Ruppert.
استُخدم في إنتاج الأغنية سينثسيزر الموسيقى الإلكترونية الراقصة وبيس مضغوط وبيانو إلى جانب الآلات الإيقاعية وأصوات إلكترونية تشبه «الأنين» لتخلق «ضغطاً هوائياً». تتألف الأغنية من فواصل راب وأصوات غنائية «حالمة ونصف-منطوقة» حيث يتراوح المدى الصوتي لأعضاء بي تي أس من بي 3 إلى بي 5. وتتبع تسلسلاً تآلفياً «كثيفاً» وألحان غيتار حزينة وسينث «طنّان». أحد المُراجعين من مجلة ستايلس قارنَ التسلسل التآلفي للأغنية وتأليفها بأغنية فلو رايدا Wild Ones.
تكلّم آرإم عن مفهوم الأغنية والمعنى ورائها في بث حي على تطبيق فيلايف قائلاً أنه كتب كلمات الأغنية وهو يفكر بأصدقائه من المدرسة الذين لم يسمع عنهم منذ فترة طويلة، كما قارن آرإم شعور الأغنية بأغنيتيّ بي تي اس من 2015 أنا أحتاجك وجري.
| يوم ربيعي | أريدُ أن أمسك بيدك – وأن أذهب إلى الطرف الآخر من الأرض – أريد أن أضع حدّاً لهذا الشتاء – إلى متى على شوقي أن يتساقط ويتراكم على الأرض، حتى يأتي الربيع؟ | يوم ربيعي |

كما تتضمن كلمات الأغنية:
| يوم ربيعي | وكأنني في مُحطم الثلج لوحدي – لقد تُركتُ وحيداً | يوم ربيعي |

هي إشارة لفيلم محطم الثلج للمخرج الكوري الجنوبي بونج جون هو من عام 2013. حيث تدور قصة الفيلم حول دخول كوكب الأرض إلى عصرٍ جليدي وكل الناجين متواجدون في قطار ضخم يُدعى محطم الثلج. ومن كلمات الأغنية أيضاً جملة:
| يوم ربيعي | أنا أكرهُ حتى هذه اللحظة – أكره الوقت وهو يمشي بلا توقف | يوم ربيعي |

المقصد هنا هو الدلالة على وقتية الحياة، وأن كل شيء زائل/عابر بالرغم من أنه (مفهوم الوقت) قد يكون مُربكاً في بعض الأحيان. كما تشير كلمات الأغنية إلى «مجتمعٍ واعٍ يتقبّل ويعتني بجروح الآخرين» إذ أن بي تي أس يتطرقون لمواضيع تتعلق بالصحة النفسية فيها مثل الاكتئاب. في مقطع الأغنية الرئيسي، جملة «أريد أن أراك» تتكرر أكثر من مرة،  ومع الاقتراب من نهاية الأغنية تأخذُ الكلمات منحىً أكثر دفئاً وتعطي أملاً بعودة ما؛ حيث يُقال:
| يوم ربيعي | لا ظلام، لا فصلَ سيستمر للأبد | يوم ربيعي |

## رأي النقاد
تلقت الأغنية إشادة عالمية من النقّاد الموسيقيين، حيث امتدحَ جيف بنجامين من مجلة بيلبورد كلمات الأغنية ومحتواها وأداء بي تي اس الغنائي فيها. قائلاً أن الأغنية «أظهرت جانباً فنياً لبي تي اس وكانت نقطة تحول بالنسبة للفرقة، فهم تطوروا من عقلية الأغنية-الواحدة في موسيقاهم وكلماتهم ووضعوا الأساس لأكبر أعمالهم إلى يومنا هذا». وفي مراجعة أخرى لنفس المجلة، قال جيف بنجامين أنه «بينما تحتوي الأغنية على الإيقاعات الحادة والأصوات الغنائية السلسة ومقاطع الراب القوية مثلما ستتوقع من أيّة أغنية لبي تي اس، إلا أنه إحساس النضج والوعي الذي يجعل من الأغنية مميزة وبشدة». قالت كايتلين كيلي، أيضاً من مجلة بيلبورد، أن الأغنية هي من أفضل أغان بي تي اس وأنها «تحمل تأثيراً عاطفياً في كلماتها التي تحوم حول التأقلم مع غياب الذين تحبهم». أشادت تايلور غلاسبي من مجلة ديازد أشادت بإنتاج الأغنية وأصوات بي تي اس فيها واصفةً الأغنية بأنها «دراسة ذكية، ساحرة ومتحفظة بشكل أنيق عن الفقدان والشوق» وأنها "تتجنب الكلام المبتذل والدراما بتأنٍ، نفس الكاتبة كتبت مقالةً أخرى لمجلة فوغ ودعت الأغنية بأنها «أغنية بالاد عظيمة». أشاد هيو بوم جونغ من مجلة أي زي إم بالأغنية مُسلطاً الضوء على «مثاليتها العالية في الموسيقى» وأشار إلى «التدرّج السلس في الكلمات واللحن الذي يشابه الموسيقى الشائعة والكلمات التي تُخاطب كل الأجيال» كما أضاف أنها «أغنية رقيقة وشعور الحزن فيها مختلف عن أسلوب الهيب الهوب الشديد الذي اتبعته بي تي إس سابقاً، ومن ضمن الأغاني التي أصدروها هذه السنة، يوم ربيعي هي سبب تلقيهم للحب وشعبيتهم بشكل مستمر».".
قال جاك بيتيرسون من «Idolator» قال أنّ الفرقة «لامست القلوب مع هذه الأغنية» وقال أنه يشعر بأن «هذه الأغنية هي جواب البوب الكوري لأغنية ماريا كاري One Sweet Day». وفي مجلة ذا ستار الماليزية رأى الكاتب تشيستر تشين أن هذه الأغنية هي «الأكثر رقة» في ألبوم «أنت لا تمشي واحيدًا» وارتأى أن أعضاء الفرقة «وضعوا فيها أرواحهم وسلّطوا الضوء على جانب أكثر شاعرية وإنسانية في أنفسهم كفرقة». وفي مجلة نيويورك، قال تي كي بارك ويونغداي كيم أن هذه الأغنية «بدأت فصلاً جديداً في فلسفة الجمال الخاصة ببي تي اس باستبدالها أسلوبهم السابق في الهيب هوب بأسلوب أكثر رومانسية يعتمد على البوب والروك» وأضافا «كل عنصر في الأغنية يحتوى على لحنٍ واضح مثير للحنين واللهفة والشوق»، قال يونغداي كيم قال أن هذه الأغنية هي دليل على نمو الفرقة الملحوظ في كلماتهم وأصواتهم وجمالياتهم وقدرتهم على تجسيد مشاعر اللهفة والأسى، اعتبر ريان دالي من موقع موسيقى اكسبرس جديدة أنها أفضل أغنية لبي تي اس قائلاً بأنها «فائقة الجمال» و«قطعة مؤثرة من موسيقى البوب البديل» وامتدح كلماتها بقوله أنها «أغنية كلاسيكية-وكأنها جوهرة متلألئة في تاجٍ مُرصّع بهم». أشادت هيون سو يم من مجلة كوريا هيرالد بها أيضاً قائلة أنها «تمتلك ألحاناً جميلة من دون أن تكون مبالغةً فيها، فأصواتهم النقية فيها وألحان الغيتار المثالية مع كلمات الأغنية المؤثرة تجعلها سهلة الاستماع». ومن جهةٍ أخرى وصف سونغ مي أن من نفس المجلة الأغنية بأنها «أغنية بوب روك مؤثرة». تيريسا ريز من مجلة فيسا كانت مُعجبة بـ«التشبيهات/المجازات المعقدة في الأغنية بخصوص الحب، الحياة والموت». عبرت مالفيكا بادين من مجلة كلاش عن استمتاعها بالأغنية وبأنها «عاطفية».
كلّ من مجلة بيلبورد، ديازد وأي زي إم اختاروا «يوم ربيعي» واحدة من أفضل أغاني البوب الكوري في 2017 في قوائمهم. وضعت مجلة بيلبورد الأغنية في المركز 37 في قائمة أفضل 100 أغنية بوب كوري لهذا العقد. وقال الكاتب إل سينغ بأن «وجود هذه الأغنية هو ربما أدّق وصف لبراعة بي تي اس الفنية». مجلة رولينغ ستون وضعت الأغنية في المركز 19 في قائمة أفضل أغاني فرق الأولاد في التاريخ ودعتها بأنها «أغنية شاعرية خالدة مثل بي تي أس تماماً».

### الجوائز

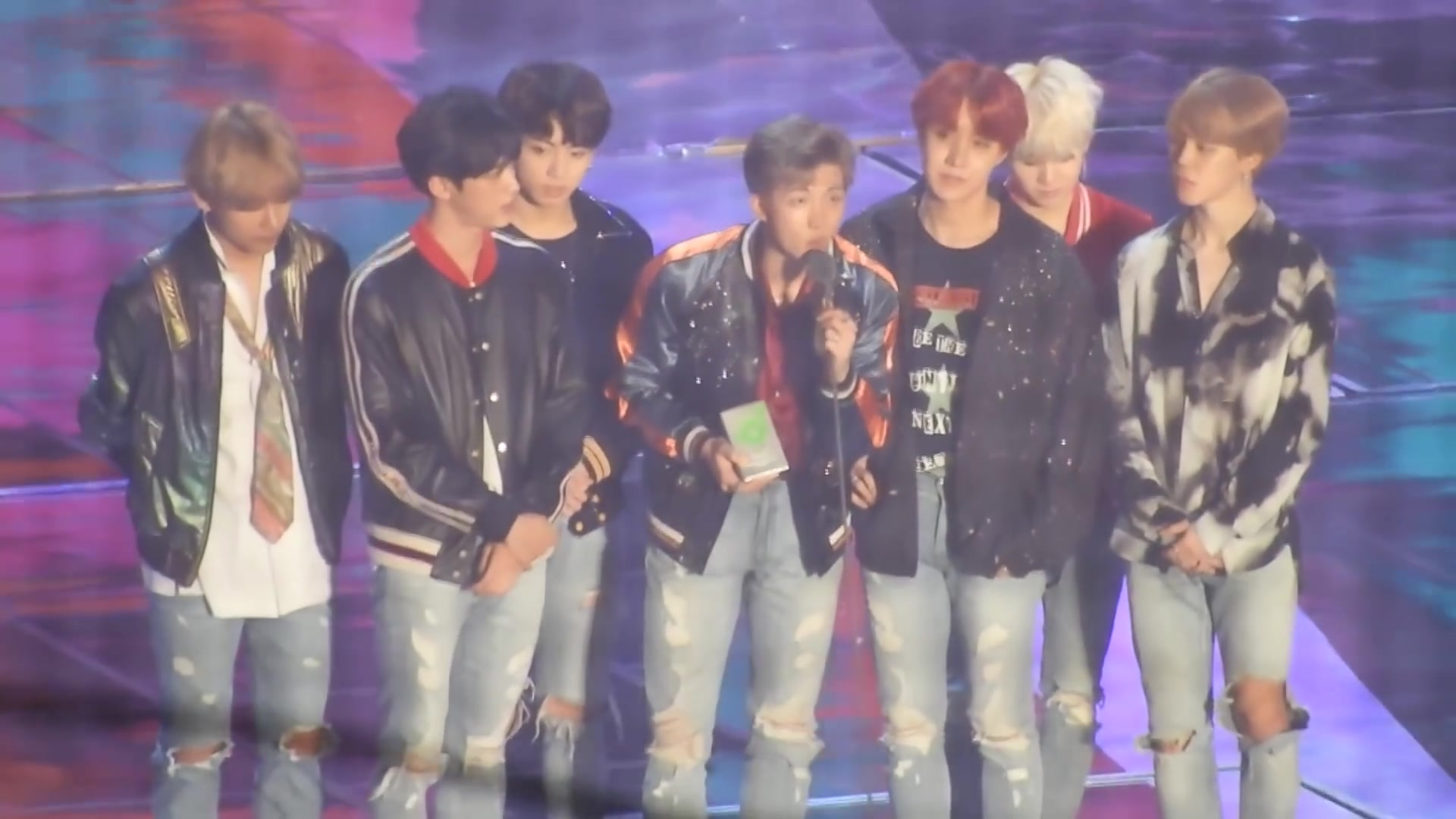
بي تي اس وهم يلقون خطاب قبولهم الفوز بجائزة أغنية السنة في حفل جوائز ميلون (2017)

فازت الأغنية بجائزة أغنية السنة في حفل جوائز ميلون 2017، وجائزة البونسانغ الرقمي في حفل جوائز القرص الذهبي الثاني والثلاثين، كما حققت المركز الأول في عدة برامج موسيقية كورية حاصدةً 4 جوائز، وفازت بجائزة ميلون للشعبية الأسبوعية في 20 فبراير 2017 للنجاح الذي حققته الأغنية على المنصات الرقمية.
| السنة | الجهة                                   | الجائزة/الترشيح  | فوز | المصدر |
| ----- | --------------------------------------- | ---------------- | --- | ------ |
| 2017  | حفل جوائز ميلون التاسع                  | أغنية السنة      |     | [ 38 ] |
| 2018  | حفل جوائز القرص الذهبي الثاني والثلاثون | البونسانغ الرقمي |     | [ 39 ] |
| 2018  | حفل جوائز القرص الذهبي الثاني والثلاثون | الديسانغ الرقمي  |     | [ 42 ] |
| 2018  | حفل جوائز مخطط غاون السابع              | أغنية السنة      |     | [ 43 ] |

| البرنامج      | التاريخ        | المصدر |
| ------------- | -------------- | ------ |
| شوو تشامبين   | 22 فبراير 2017 | [ 44 ] |
| إم كاونت داون | 23 فبراير 2017 | [ 45 ] |
| ميوزيك بانك   | 24 فبراير 2017 | [ 46 ] |
| إنكيغايو      | 26 فبراير 2017 | [ 47 ] |

## الأداء التجاري
لاقت الأغنية نجاحاً كبيراً في كوريا الجنوبية، إذ أنها احتلت قمة ثمان مخططات موسيقية رئيسية في كوريا عند إصدارها ومنها ميلون، إمنيت، جيني، أولاه ومخطط غاون، إذ أنها حلت في الأخير المركز الأول في 12 فبراير 2018، وحققت مبيعات وصلت لـ 215,224 وحدة رقمية في أول أسبوع من الإصدار. وكانت الأغنية هي سادس أفضل أغنية أداءً في فبراير 2017 في مخطط غاون الرقمي الشهري وذلك اعتماداً على المبيعات الرقمية والاستماعات وتنزيلات الموسيقى الخلفية. وفي مخطط نهاية السنة كانت الأغنية هي الأغنية 13 الأفضل أداءً في كوريا الجنوبية، وقد وصلت مبيعاتها إلى 2.5 مليون نسخة في سبتمبر 2018. «يوم ربيعي» هي الأغنية الأكثر بقاءً في مخطط ميلون الرقمي في تاريخ المخطط.
لم تدخل الأغنية في الولايات المتحدة في مخطط بيلبورد هوت 100 لكنها وصلت للمركز الخامس عشر في مخطط ببلنغ تحت الهوت 100 الأغاني المنفردة وبقيت لأسبوع واحد في المخطط. إلا أنها وصلت للمركز الأول في مخطط مبيعات الأغاني الرقمية العالمي في 4 مارس 2017 وحققت مبيعات وصلت لـ 140,000 نسخة في أول أسبوع من الإصدار وبذلك أصبحت ثالث أغنية لبي تي اس تصل للمركز الأول في هذا المخطط.
بالإضافة إلى ذلك وصلت الأغنية للمركز 24 في مخطط المملكة المتحدة المستقل للأغاني المنفردة. والمركز 38 في مخطط بيلبورد هوت 100 لليابان.

## الفيديو الموسيقي

### الخلفية
كان العرض الأول للفيديو الموسيقي للأغنية في 12 فبراير 2017 على قناة بيغ هيت في يوتيوب وسبقه إصدار مقطع تشويقي على نفس القناة في 9 فبراير. أخرج الفيديو الموسيقي يونغ سوك تشوي من فريق كتلز مع المخرج المساعد ون جو لي. أشرف على التصوير السينمائي هيون وو نام من جي دي إم وتولّت إيما سونغ أون إنتاج الفيديو، مع تقنيّ الكهرباء هيون سوك سونغ والمخرج الفني جين سيل بارك. صور الفيديو الموسيقي في هواسونغ، يانغجو وغانغننغ في كوريا الجنوبية، وقد كانت فكرة الفيديو مستوحاة من كتاب السائرون بعيداً عن أوميلاس للكاتبة أورسولا لي غوين وفيلم محطّم الثلج للمخرج بونج جون هو. الفيديو الموسيقي والذي مدته 5 دقائق مليء بالرمزيات ويدور حول أفكار «الموت، والحياة بعد الموت والنهاية».

### مُلخص القصة
يبدأ الفيديو مع تايهيونغ وهو واقف في منتصف محطة قطار ذات سقف مهترئ مغطاة بالثلج وفيها لافتات قديمة. ثم يتقدم إلى السكة وينحني للأرض ليستمع إلى صوت قطارٍ قادم  فتظهر لقطة للقطار وهو يسير حاملاً حقائب سفر لكن مُلّاكها غير موجودون. وتنتقل اللقطة إلى جونقكوك وهو جالس داخل القطار منتظراً شخصاً ما، بينما يظهر جيمين وهو وحيد على شاطئ البحر. تبدأ الأغنية مع آرإم وهو واقف في عربة قطار فارغة، ثم يركض لخارج القطار إلى جيهوب وشوقا وينضم إليهما واقفين أمام مبنى عليه لافتة مضيئة كُتب عليها (أوميلاس)، آرإم يفتح باباً في المبنى ليقوده للقطار مرة أخرى ثم يعبر من الحجرة التي يتواجد فيها جونغكوك، فيفتح آرإم باباً آخر داخل القطار فيقوده إلى غرفة يتواجد فيها كل أعضاء بي تي اس وهم يقيمون حفلة عيد ميلاد، سعيدين ويترامون كعكات عيد الميلاد على بعضهم ويلعبون مع بعضهم.
ينتقل الفيديو بعدها إلى لقطة أخرى تُظهر جين وهو ينظر من أسفل سلم أدراج إلى الأعلى بينما الأعضاء الآخرون يصعدون الأدراج إلى فوق تاركين جين وحيداً في الأسفل. ثم يُرى جونغكوك في حديقة ألعاب قديمة مهجورة وخلفه لعبة قديمة كُتب عليها أنت لا تمشي لوحدك أبدًا «You Never Walk Alone». ثم يُظهر الفيديو لقطات متتابعة للأعضاء كلٌ على حدة تُظهر وحدتهم بينما تفصلها لقطات سعيدة عندما يكونون متواجدين مع بعضهم. يليها مشهد شوقا وهو يغني جالساً على جبل ضخم من الملابس بينما يكون جيهوب جالساً فوق قطار وهو يسير ثم يطيّر طائرة ورق من أعلى القطار. في تلك اللحظة، يفتح جونغكوك الباب المؤدي إلى «أوميلاس» ويجتمع مع باقي الأعضاء هناك. ثم يستيقظ في القطار ليجد الأعضاء جالسين معه فيه. وعندما يتوقف القطار، ينزل الأعضاء منه إلى حقل في وضح النهار بينما يذوب فيه الثلج تدريجياً، ويمشون مع بعضهم نحو شجرة معزولة جافة متواجدة في منتصف الحقل، بالرغم من أن جيمين هو الوحيد المتواجد بشكل فعليّ هناك. فيقوم جيمين بتعليق زوج من الأحذية على إحدى أفرع الشجرة بعدما التقطها من الشاطئ.
اتحاد الأعضاء السبعة في النهاية يرمز إلى «بداية رحلة جديدة مع الصداقة وسيلةً لهم للخَلاص». وفي المشهد الختامي للفيديو، يمكن رؤية شجرة الساكورا وهي مزهرة وخلفها السماء الزرقاء الربيعية، بينما يتدلى زوج الأحذية من على فرع الشجرة.

### الاستقبال
العديد من المعجبين ووسائل الإعلام توقعوا بأن تكون قصة الفيديو الموسيقي والعديد من الرموز فيه تشير إلى كارثة انقلاب العبارة الكورية الجنوبية التي حدثت في 16 أبريل 2014 والتي خلّفت أكثر من 300 تلميذ مفقوداً أو ميتاً. وفي هذا الخصوص، صرّح آرإم بأن الفيديو الموسيقي يُركز على تمثيل ما في الأغنية بشكلٍ بصريّ كما يمكن تفسيره بطرق كثيرة. تامار هيرمان من بيلبورد كتبت أن الفيديو «يعكس عنوان الألبوم لن تمشي لوحدك أبدًا وحوّل معنى الأغنية من أغنية حُب إلى قصيدة مُهداة للمفقودين. وفي مراجعته لقناة فيوز قال جيف بنجامين بأن «البصريات في الفيديو الموسيقي سينمائية ومؤثرة بشكل خلّاب». وصفت تايلور غلاسبي وصفت الفيديو بأنه «مشهد سينمائي من الأماني والذكريات» وقد أشادت بـ«التقنيات الخارجية المُستعملة لتجسيد نقاط محددة» إلا أنها رأت أن «أكثر اللحظات المؤثرة والعاطفية كانت بسيطة للغاية». أبدى إيميلين ترافيس من PopCrush أبدى رأيه بأن «الفيديو يصوّر فكرة فقدان البراءة بالشكل الذي قد يغير حياة شخص ما للأبد بشكل خلاب».
نال الفيديو جائزة أفضل فيديو موسيقي في حفل جوائز إمنيت 2017 وجائز فيديو السنة في حفل جوائز سيومب السنوي في 2018. كما أن الفيديو حقق نجاحاً في يوتيوب إذ حصد أكثر من 10 ملايين مشاهدة في أول 24 ساعة من إصداره وأصبح أسرع فيديو بوب كوري يحقق ذلك في وقتها، وبعدها بأسبوع حطم الرقم القياسي فيديو أغنية بي تي اس الأخرى «ليس اليوم» بتحصيله 10 ملايين مشاهدة بفترة أقل من الأول. كما أن الفيديو الموسيقي لـ «يوم ربيعي» كان أسرع فيديو بوب كوري يحقق 20 مليون مشاهدة وذلك في غضون أقل من 4 أيام، وكان سادس أكثر فيديو كوري موسيقي مشاهدةً في 2017 في يوتيوب. مع نهاية عام 2021 حصد الفيديو الموسيقي أكثر من 450 مليون مشاهدة في يوتيوب.

## الأداءات الحية

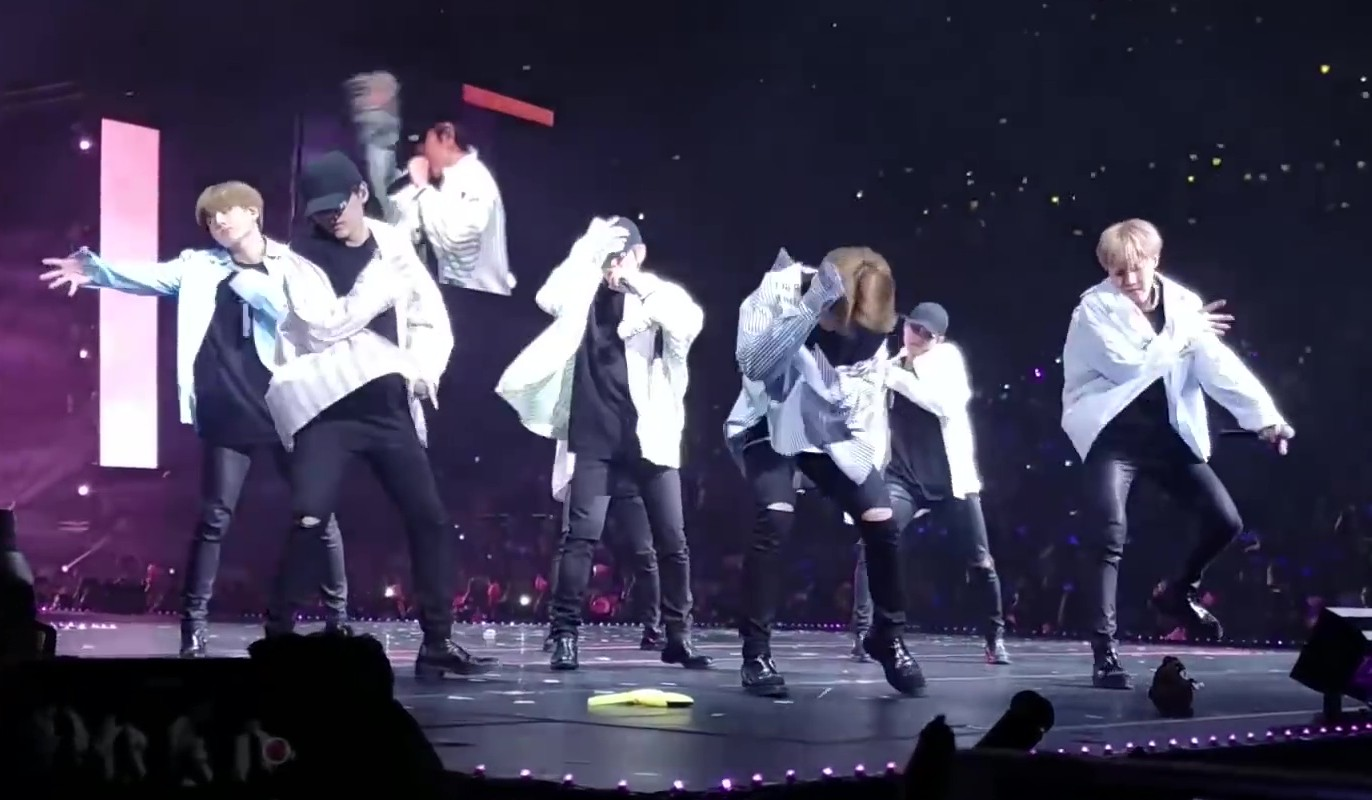
بي تي اس وهم يؤدون أغنيتهم «يوم ربيعي» في حفلهم في آناهايم، كاليفورنيا في ملعب هوندا سنتر من ضمن حفلات جولتهم العالمية جولة الأجنحة (2017)

أدت بي تي أس الأغنية لأول مرة في 18 فبراير 2017 من ضمن أغاني حفلهم في جولة الأجنحة العالمية لهم وذلك في قُبة غوتشوك سكاي في سول. وليروجوا للأغنية والألبوم قاموا بعدة أداءات أخرى في البرامج الموسيقية الكورية في فبراير 2017، أول أداء متلفز للأغنية كان في برنامج إم كاونت داون في 23 فبراير، ثم ظهروا في ميوزيك بانك، شوو! أوماك جونشيم وإنكيغايو في الأيام الثلاثة التالية، حيث أدوا أيضاً أغنية «ليس اليوم» من نفس الألبوم. كما أدوا الأغنية في حفل جوائز ميلون الموسيقي مع أغنيتهم الأخرى «دي إن أيه» في 2 ديسمبر 2017،  وفي 29 ديسمبر من نفس السنة قاموا بأداء ريمكس الأغنية في مهرجان كي بي سي الموسيقي. ومن ثم أدوها في 10 يناير 2018 في حفل جوائز القرص الذهبي الثاني والثلاثين.
قامت بي تي أس بأداء «يوم ربيعي» في 2020 من ضمن الأغاني التي اختاروها في احتفال خرّيجي دفعة 2020 الرقمي المُقام على يوتيوب في المتحف الوطني الكوري في سول. كما أنها كانت من ضمن قائمة أغانيهم في مهرجان أي هارت راديو الموسيقي في نفس السنة في 18 سبتمبر. وبعدها بثلاث أيام أدوا الأغنية وبتوزيع مختلف قليلاً مع فرقة عزف حيّة في حفل «Tiny Desk (Home) Concert» الذي بثته الإذاعة الوطنية العامة. وافتتح آرإم الأغنية قائلاً «لقد كان هذا أصعب صيفٍ على الإطلاق، لكننا نعلم أن الربيع قادم» مشيراً إلى جائحة فيروس كورونا.
أحدث أداء للأغنية كان في يوم 1 ديسمبر 2021 في حفل بي تي اس
بعنوان
«Permission to Dance On Stage-LA» في لوس أنجلوس في الولايات المتحدة في ملعب صوفي. يمثل هذا الحفل أول أداء حي لبي تي اس أمام حضور فعلي بعد غياب سنتين منذ بداية وباء كوفيد 19  بيعت تذاكر الحفل بالكامل وتُقدر بحوالي 200,000 تذكرة بالمجموع وذلك لأربع حفلات على مدى أربعة أيام، ليصبحوا بذلك أول فنانين في ملعب صوفي تباع تذاكر أربع حفلات لهم بالكامل، ومسجلين عائدات تقدر بحوالي 33.3 مليون دولار أمريكي من تلك الأيام الأربعة، وتلك أكبر نسبة عائدات مالية في هذا العقد وسادس أكبر نسبة عائدات في تاريخ الحفلات الموسيقية. غنّوا «يوم ربيعي» إلى جانب قائمة أغانيهم الأخرى في اليومين الثاني والثالث من الحفل لأكثر من 50,000 متفرج في كلّ يوم.

## قائمة الأغاني
تحميل رقمي واستماع - النسخة الكورية الأصلية.
| #  | عنوان        | المدة |
| -- | ------------ | ----- |
| 1. | "Spring Day" | 4:34  |

استماع مجاني - ريمكس بريت روك.
| #  | عنوان                          | المدة |
| -- | ------------------------------ | ----- |
| 1. | "Spring Day (Brit Rock Remix)" | 6:17  |

تحميل رقمي وقرص - النسخة اليابانية.
| #  | عنوان                 | المدة |
| -- | --------------------- | ----- |
| 1. | "Blood Sweat & Tears" | 3:35  |
| 2. | "Not Today"           | 3:52  |
| 3. | "Spring Day"          | 4:34  |

## الحقوق
جميع الحقوق أدناه مأخوذة من ملاحظات ألبوم «أنت لا تمشي وحيدًا أبدا» و«د
دم، عرق، د»موع وساوند كل.ود 

### النسخة الكورية واليابانية
- بي تي أس – مغنون رئيسيون
- بانغ شي هيوك – كاتب
- آرإم – كاتب
- شوقا – كاتب
- أدورا – كاتبة
- أرليسا روبرت – كاتبة ومغنية المقطع الرئيسي
- بيتر إبسن - كاتب ومهندس صوت
- بيدوغ – كاتب، منتج، عازف السينثسيزر والكيبورد، ومنسق الغناء والراب ومهندس صوت
- دايسوكي كاواي – كاتب (النسخة اليابانية)
- جونغكوك – غناء المقطع الرئيسي
- جونغ جاي بيل – غيتار
- لي جو يونغ – بيس
- جونغ وو يونغ – مهندس صوت
- جيمس ف. رينولدز – مشرف مكساج

### ريمكس بريت روك
- بي تي اس – مغنون رئيسيون
- بانغ شي هيوك – كاتب ومنتج
- آرإم – كاتب
- شوقا – كاتب
- أدورا – كاتبة
- أرليسا روبرت – كاتبة
- بيتر إبسن - كاتب ومهندس صوت
- هسه نوزي – برمجة إيقاع
- دوكسكيم – تنسيق الفرقة
- كان – تنسيق الفرقة
- يانغ غا – مشرف مكساج

## المخططات

### المخططات الأسبوعية
| المخطط (2017)                                                          | أعلى مركز | المصدر |
| ---------------------------------------------------------------------- | --------- | ------ |
| البرتغال (AFP)                                                         | 42        | [ 88 ] |
| الفلبين (بيلبورد الفلبين)                                              | 56        | [ 89 ] |
| المملكة المتحدة / مخطط الأغاني المنفردة المستقل (شركة الجداول الرسمية) | 24        | [ 52 ] |
| المملكة المتحدة / مخطط تنزيلات الأغاني المنفردة (شركة الجداول الرسمية) | 46        | [ 90 ] |
| الولايات المتحدة / مخطط ببلنغ تحت الهوت 100 الأغاني المنفردة (بيلبورد) | 15        | [ 51 ] |
| الولايات المتحدة / مخطط مبيعات الأغاني الرقمية العالمي (بيلبورد)       | 1         | [ 91 ] |
| اليابان (بيلبورد اليابان هوت 100)                                      | 38        | [ 53 ] |
| فرنسا (الاتحاد الوطني للنشر الفونوغرافي)                               | 94        | [ 92 ] |
| فنلندا (تسجيلات فنلندا الرئيسية)                                       | 6         | [ 93 ] |
| كندا (كاناديان هوت 100)                                                | 100       | [ 91 ] |
| كوريا الجنوبية (مخطط غاون)                                             | 1         | [ 50 ] |
| ماليزيا (رابطة صناعة التسجيلات الماليزية)                              | 9         | [ 94 ] |
| نيوزيلندا (ريكورديد ميوزك إن زيت)                                      | 3         | [ 95 ] |

### المخططات الشهرية
| المخطط                     | الشهر       | المركز | المصدر |
| -------------------------- | ----------- | ------ | ------ |
| كوريا الجنوبية (مخطط غاون) | فبراير 2017 | 6      | [ 50 ] |

### المخططات السنوية
| المخطط                     | السنة | المركز | المصدر |
| -------------------------- | ----- | ------ | ------ |
| كوريا الجنوبية (مخطط غاون) | 2017  | 13     | [ 50 ] |
| كوريا الجنوبية (مخطط غاون) | 2018  | 31     | [ 96 ] |
| كوريا الجنوبية (مخطط غاون) | 2019  | 48     | [ 96 ] |
| كوريا الجنوبية (مخطط غاون) | 2020  | 47     | [ 96 ] |

## تواريخ الإصدار
| المنطقة | التاريخ        | النسخة            | الصيغة              | الجهة                                                        | المصدر |
| ------- | -------------- | ----------------- | ------------------- | ------------------------------------------------------------ | ------ |
| عالمياً  | 13 فبراير 2017 | الأصلية (الكورية) | تحميل رقمي • استماع | بيغ هيت إنترتينمنت                                           | [ 6 ]  |
| عالمياً  | 10 مايو 2017   | اليابانية         | تحميل رقمي • استماع | مجموعة يونيفرسال الموسيقية • تسجيلات ديف جام • تسجيلات فيرجن | [ 10 ] |
| اليابان | 10 مايو 2017   | اليابانية         | قرص منفرد           | مجموعة يونيفرسال الموسيقية • تسجيلات ديف جام • تسجيلات فيرجن | [ 87 ] |
| عالمياً  | 4 يونيو 2018   | ريمكس Brit Rock   | استماع مجاني        | بيغ هيت إنترتينمنت                                           | [ 9 ]  |

## وصلات خارجية
- الفيديو الموسيقي في يوتيوب
- الأغنية في سبوتفياي
- الأغنية (النسخة اليابانية) في سبوتيفاي
- الأغنية في آبل ميوزك
- ريمكس الأغنية في ساوند كلاود